# The Rookie's Return
The Rookie’s Return è un film muto del 1920 diretto da Jack Nelson sotto la supervisione del produttore Thomas H. Ince. Aveva come interpreti Douglas MacLean, Doris May, Frank Currier, Leo White.

## Trama

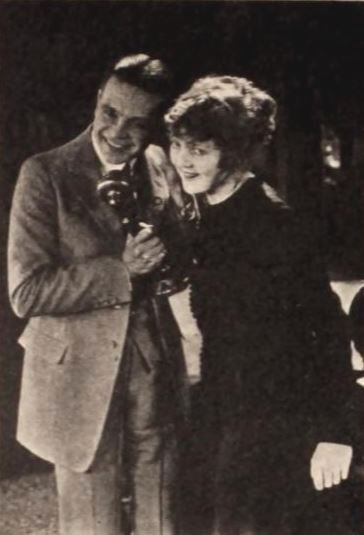
Douglas MacLean e Doris May

James Lee Stewart, un giovanotto un po' imbranato, dopo aver finito il servizio militare ed essere tornato a casa dalla guerra, cerca di tirare avanti vendendo - senza successo - libri. Quando la ricca zia muore lasciandogli una fortuna, sembrerebbe che tutti i suoi guai siano finiti. Invece sono appena cominciati. Una clausola del testamento prevede che se se uno dei domestici verrà licenziato, dovrà ricevere cinquemila dollari. La servitù, allora, decide di passare all'incasso cominciando a trattare malamente il datore di lavoro, fino ad arrivare agli insulti. Passando sopra a tutto, James non licenzia nessuno ma interpella un avvocato per cercare di trovare qualche accorgimento che risolva la faccenda. Per caso, l'avvocato al quale si rivolge, è - benché James lo ignori - il padre di Alicia, la ragazza che gli piace. Dopo avere trovata la soluzione ai guai di Jimmy, l'avvocato - volendo favorire l'unione tra il giovanotto e sua figlia - fa credere ad Alicia che sia stato rapito. I due giovani affrontano diverse disavventure, ma alla fine tutto si spiega e gli innamorati si dichiarano.

## Produzione
Il film fu prodotto dalla Thomas H. Ince Corporation.

## Distribuzione
Il copyright del film, richiesto dalla Thomas H. Ince Corp., fu registrato il 20 dicembre 1920 con il numero LP15967.

Distribuito dalla Paramount Pictures e Famous Players-Lasky Corporation, il film uscì nelle sale cinematografiche degli Stati Uniti il 26 dicembre 1920. In Danimarca uscì il 19 dicembre 1921 come Kærlighed og 20.000 andre ting; in Francia, fu distribuito il 7 luglio 1922 con il titolo Le Détective improvisé.
Una copia incompleta della pellicola (solo il secondo e il terzo rullo del film) viene conservata negli archivi della Library of Congress di Washington.